# Makoki
Makoki és una sèrie de còmics protagonitzada pel personatge homònim, obra de Miguel Ángel Gallardo i Juanito Mediavilla, que arribaria també a protagonitzar la seva pròpia revista. La qüestió de la paternitat del personatge ha estat molt discutida, ja que ni Gallardo ni Mediavilla es van ocupar de registrar-lo, la qual cosa sí va fer, anys després, Felipe Borrallo, l'autor del relat original, donant origen a una interminable polèmica.
El grup musical de la movida madrileña Paraíso va realitzar una cançó dedicada a aquest personatge.

## Trajectòria editorial
En 1977, Felipe Borrallo va escriure un relat breu titulat "Revuelta en el frenopático", que posteriorment Gallardo i Mediavilla van adaptar per a la revista musical Disco-Exprés. En els següents lliuraments, els guions de les historietes de Makoki van ser realitzats per Mediavilla, encarregant-se Gallardo de la part gràfica.
Aquestes primeres historietes de Makoki estaven molt influïdes en l'aspecte gràfic per dibuixants com l'italià Jacovitti o l'estatunidenc Segar. Pel que fa a la temàtica, les influències més evidents són les del còmic underground estatunidenc d'autors com Robert Crumb i Gilbert Shelton.
Makoki, després del tancament de Disco Exprés, passa per les revistes Star, Bésame Mucho i El Víbora, revista on es va publicar el còmic Fuga en La Modelo.
En 1982, gràcies a la popularitat del personatge, va aparèixer la revista Makoki, de la qual Gallardo i Mediavilla van ser els directors. En aquesta revista serialitzaren la història Makoki en Niu Yors, considerada per la crítica inferior a les seves obres anteriors. En el n. 4 Montesol el dibuixa com a personatge convidat en la historieta "E.T.".
A les pàgina de la revista Viñetas, Gallardo va optar per acabar una vegada per sempre amb el seu personatge fetitxe, Makoki, que hi havia seguit apareixent en revistes de còmics de la mà d'altres autors, i va escriure La muerte de Makoki.

## Publicació
Els còmics de Makoki són recollits als següents àlbums:
- Makoki, Laertes, 1979; Complot, 1990.
- La juventú de Makoki, Laertes, 1982.
- Fuga en La Modelo, La Cúpula, 1984. Edición en cartone-2009
- Makoki en Niu Yors, Laertes, 1985.
- Makoki Integral, Glénat, 2003
- Todo Makoki, Nuevas ediciones debolsillo S.L.. Edición apaisada.2012

## Argument
| « | Makoki, te vamo a da unos voltios que van a ser demasiao pa tu cabesa. | » |

Amb aquesta bafarada s'inicien les aventures de l'antiheroi més radical i alternatiu del còmic espanyol.
Makoki són les corregudes d'un fugit d'un manicomi vestit de faldons i el crani adornat amb un casc que va arrencar quan estava rebent un electroxoc i del que sorgien cables com tentacles d'un calamar especialment encabronat. De tant en tant necessita una dosi d'electricitat per col·locar-se a més d'altres substàncies psicotròpiques. L'encabronament és el màxim comú divisor de les seves aventures. Gairebé totes elles es desenvolupen en la Barcelona residual i el seu cinturó industrial dels finals dels setanta i primers vuitanta.
A les historietes de Makoki van fer aviat la seva aparició altres personatges, presentats com La Basca, alguns dels quals van arribar a protagonitzar les seves pròpies historietes.
- La Basca estava constituïda per les Piltrafas del arroyo:
- El Emosiones, més conegut com a Tío Emo, o Emo a seques, esquizofrènic com n'hi ha pocs, mala sang i bord;
- Morgan, gegantesc anormal al que se li'n va la pinça de mala manera;
- El Cuco, sacamantecas, desaprensiu i viciós a l'antiga;
- El Niñato, el més jove de la basca que va donar també lloc a la seva pròpia sèrie de còmics en El Víbora.
- El Abraira...

En contraposició a aquests estaven els seus eterns rivals, igual de delinqüents encara que de l'altre costat, eren els Servidors de la llei:
- Buitre Buitaker, Roberto, l'Inspector Pectol o el comissari Loperena.

Mediavilla amb els seus diàlegs surrealistes i irreverents utilitza un argot ravaler, i de gent de mal viure per explicar històries de gent que apanda tequis, fuma mais i se pone bucos de sosegón. En les seves històries les hòsties es prodiguen amb generositat, igual que la farlopa, el cavall i els tripis.

## Valoració
En 1991, el crític Jesús Cuadrado exposava que
| « | Gallardo i Mediavilla han passat ja a la cultura popular amb el seu Makoki, exposant d'una forma d'entendre els actuals comportaments reivindicatius de les tribus urbanes | » |

 Certament, el personatge i les seves històries són expressió de la contracultura emergent en els anys de la transició espanyola.